# Dăržavno părvenstvo po futbol 1928
Il Dăržavno părvenstvo po futbol 1928 fu la quarta edizione della massima serie del campionato di calcio bulgaro concluso il 30 settembre 1928 con la vittoria del Slavia Sofia, al suo primo titolo.

## Formula
Venne disputata una fase regionale in cui ognuno dei tredici raggruppamenti (okražni sportni oblasti) organizzò un proprio campionato con la vincente qualificata alla fase nazionale. Molti non terminarono entro la data imposta dalla federazione, nella parte meridionale del paese anche a causa di un forte terremoto avvenuto nell'aprile del 1928. Le partecipanti alle finali nazionali furono cinque.
La competizione nazionale si svolse ad eliminazione diretta con gare di sola andata.

## Squadre partecipanti
| Squadra         | Città   | Stadio | Federazione regionale |
| --------------- | ------- | ------ | --------------------- |
| Vladislav Varna | Varna   |        | Varna                 |
| Non terminato   |         |        | Šumen                 |
| Levski Ruse     | Ruse    |        | Ruse                  |
| Non terminato   |         |        | Tărnovo               |
| Non terminato   |         |        | Pleven                |
| Non terminato   |         |        | Vraca                 |
| Maria Luisa Lom | Lom     |        | Lom                   |
| Slavia Sofia    | Sofia   |        | Sofia                 |
| Non terminato   |         |        | Kjustendil            |
| Levski Plovdiv  | Plovdiv |        | Plovdiv               |
| Non terminato   |         |        | Haskovo               |
| Non terminato   |         |        | Stara Zagora          |
| Non terminato   |         |        | Primorsko             |

## Fase finale

### Primo turno
| Squadra 1       | Risultato | Squadra 2    |
| --------------- | --------- | ------------ |
| Maria Luisa Lom | 0 - 4     | Slavia Sofia |

### Semifinali
| Squadra 1       | Risultato | Squadra 2      |
| --------------- | --------- | -------------- |
| Vladislav Varna | 5 - 1     | Levski Ruse    |
| Slavia Sofia    | 4 - 0     | Levski Plovdiv |

### Finale
| Sofia 30 settembre 1928 | Slavia Sofia | 4 – 0 | Vladislav Varna |  |

## Verdetti
- Slavia Sofia Campione di Bulgaria